# Gran Premio Primavera de Ontur
Le Gran Premio Primavera de Ontur est une course cycliste espagnole disputée  à Ontur, dans la province d'Albacete (Castille-La Manche). Organisée par le Club Ciclista Onturense, elle fait partie du calendrier de la Coupe d'Espagne amateurs depuis 2019.
L'édition 2020 est annulée en raison du contexte sanitaire lié à la pandémie de Covid-19.

## Palmarès récent
| Année     | Vainqueur            | Deuxième                 | Troisième               |
| --------- | -------------------- | ------------------------ | ----------------------- |
| 1998      | Pablo Llorente       | Iván Herrero             | Sergio Villamil         |
| 1999-2002 | ?                    | ?                        | ?                       |
| 2003      | José Manuel Cuesta   | Aritz Arruti             | Juan Carlos Escámez     |
| 2004      | Miguel López Solano  | Esteban Perales          | José Cánovas            |
| 2005      | Ignacio Sarabia      | José David Villegas      | Álvaro Noguera          |
| 2006      | Enrique Mata         |                          |                         |
| 2007      | José Ángel Rodríguez | Rafael Serrano           | Jaume Rovira            |
| 2008      | ?                    | ?                        | ?                       |
| 2009      | José Belda           | Mario Villasevil         | José María Alcaraz (es) |
| 2010      | David Calatayud      | Esteban Parra            | Miguel Ángel Lucena     |
| 2011      | José Belda           | Valery Kaykov            | Evgeny Shalunov         |
| 2012      | Armands Bēcis        | Raúl García de Mateos    | Mauricio Muller         |
| 2013      | Iván Martínez        | Vicente García de Mateos | Javier Cantero          |
| 2014      | Cristian Cañada      | Pedro Gregori            | Óscar Hernández         |
| 2015      | Diego Pablo Sevilla  | Julio Alberto Amores     | David Casillas          |
| 2016      | Óscar Hernández      | José Manuel Gutiérrez    | Sergey Belykh           |
| 2017      | Deins Kaņepējs       | Emīls Liepiņš            | Juan Camacho            |
| 2018      | Antonio Jesús Soto   | Sebastián Mora           | Raúl Rico               |
| 2019      | Nahuel D'Aquila      | Leangel Linarez          | Gerard Armillas         |
| 2020      | annulé               |                          |                         |
| 2021      | David Martín         | Miguel Ángel Fernández   | Raúl Rota               |
| 2022      | Francisco Muñoz      | Andoni López de Abetxuko | Alejandro Gómiz         |
| 2023      | Diego Uriarte        | Asier González           | Jorge González          |
| 2024      | Daniel Cavia         | Vlas Shichkin            | Javier Ibáñez           |
| 2025      | Sergio Geerlings     | Samuel Flórez            | Pablo Lospitao          |